# Route 162 (Nouvelle-Écosse)
Pour les articles homonymes, voir Route 162.
La route 162 est une route principale de la Nouvelle-Écosse de la série-100 située dans le nord de la province, sur l'île du Cap-Breton. Elle est située à une quinzaine de kilomètres au nord-ouest de North Sydney, sur l'île Boularderie. Elle traverse une région essentiellement boisée sur 8,39 km (5,2 mi).

## Description du tracé
La route 162 débute à l'intersection avec la route 105 au nord-ouest de Bras d'Or. Elle se dirige vers le nord pendant 7 kilomètres en traversant une région isolée et boisée, ne possédant que quelques intersections. Elle passe à l'est de Mill Creek, puis, à l'intersection avec Point Mine Road, elle bifurque vers l'est et prend fin un peu après à l'intersection avec Point Aconi Road.

## Histoire
La route 162 fut construite vers la fin des années 1970 pour relier la route 105 à la Prince Mine, aujourd'hui fermée. Elle fut prolongée de quelques kilomètres vers le nord vers 1990 pour rejoindre la route collectrice vers Point Aconi.

## Intersections majeures
| Comté      | Ville       | km   | Destinations                                                                         | Notes |
| ---------- | ----------- | ---- | ------------------------------------------------------------------------------------ | ----- |
| Cap-Breton | Bras d'Or   | 0,00 | Route 105 – Chaussée de Canso, North Sydney, Traversier vers Terre-Neuve-et-Labrador |       |
| Cap-Breton |             | 7,30 | Prince Mine Road                                                                     |       |
| Cap-Breton | Point Aconi | 8,40 | Point Aconi Road                                                                     |       |
|            |             |      |                                                                                      |       |